# Felix Steiner
Felix Martin Julius Steiner (1896. május 23. – 1966. május 12.) német katonatiszt, első világháborús katona, a második világháborúban Waffen-SS parancsnok volt.
Steiner egyike volt a Waffen-SS legrangosabb újító szellemű vezetőinek. Vezetése alatt a SS-Deutschland ezred sikeresen szerepelt a Lengyelország elleni invázió, a németalföldi és franciaországi harcok során. Ezek után megbízatást kapott Himmlertől egy önkéntesekből álló SS-hadosztály, az SS-Wiking felállítására. 1943-ban előléptették a III (Germanic) SS Panzer Hadtest tábornokává.
1945. január 1-jén, Steiner a harckocsikkal alig rendelkező 11. seregrész (Armee Abteilung) parancsnoka lett.
Steiner 1948-ig volt bebörtönözve, majd felmentették a háborús bűnök alól, 1948. április 27-én szabadult, majd megírta emlékiratait Az Önkéntes (The Volunteer) címmel. 1966. május 12-én halt meg Münchenben.

## Életpályája
Felix Steiner 1896. május 23-án született a kelet-poroszországi Stallupönenben (ma Nyesztyerov, Oroszország), szülei osztrák emigránsok voltak.
Az első világháborúban 5. kelet-poroszországi gyalogosezred No. 41 Von Boyeni kötelékében teljesített szolgálatot 1914-től. Tannenbergnél súlyosan megsebesült, miután felépült egy géppuskás zászlóalj egyik századát vezette, harcolt Flandriában és Franciaországban. A háborút követően belépett a weimari köztársaság hadseregébe a Reichswehrbe, ahol egy gyalogos ezred segédtisztje lett, századosi rangban.
Ezt követően átkerült a hadsereg kiképzési parancsnokságához, majd őrnaggyá léptették elő, itt kamatoztathatta a katonák kiképzéséről szóló újító elképzeléseit. A dachaui kiképző táborban, elsőként a Deutschland ezred III. zászlóaljának felkészítését kapta. Steiner elképzelései szerint a jövő, a kis létszámú, lehető legmodernebb fegyverekkel ellátott, kitűnően kiképzett elit alakulatoké.
A lengyelországi hadjárat során Steiner alakulata a Kempf-hadosztály irányítása alá tartozott. Steiner franciaországi és belgiumi tetteiért Lovagkeresztet kapott és vezérőrnaggyá (SS-Brigadeführer und Generalmajor der Waffen-SS) léptették elő. Ezek után megbízatást kapott Himmlertől egy önkéntesekből álló SS-hadosztály, az SS-Wiking felállítására, a hadosztályt először 1941 júniusában vetették be a Szovjetunió elleni hadjáratban. 1943-ban a Führer kinevezte a III. SS-páncéloshadtest parancsnokának, tisztét a Wiking hadosztály élén Otto Gille vette át.
A Führer ellen elkövetett 1944-es merényletben Steiner nem vett közvetlenül részt, így sok társával ellentétben túlélte a tisztikarban véghezvitt tisztogatást. 1944 októberében sárgaságot kapott. Miután felgyógyult, a harckocsikkal alig rendelkező 11. hadsereg (Armee Abteilung) vezetését kapta feladatul, de Hitler parancsával ellenszegülve nem hajtotta végre öngyilkos feladatát, leváltották a hadsereg éléről, társaival együtt a briteknek adta meg magát.
Nürnbergben perbe fogták, de az ellene felhozott vádakat ejtették, 1948-ban szabadult. 1966. május 12-én halt meg Münchenben. Steiner élete végéig hitt abban, hogy „a bolsevizmus elleni háború” valóban nemes célokat szolgált.

## Kitüntetései
- 1936. június 1., SS-Standartenführer a SS-Verfügungstruppe kötelékében,
- SS-Oberführer-ként kezdi a második világháborút,
- 1940. november 9.,a Waffen-SS, SS-Brigadeführer-ré léptetik elő,
- 1942. január 1.,a Waffen-SS, SS-Gruppenführer Waffen-SS léptetik elő,
- 1943. július 1.,a Waffen-SS, SS-Obergruppenführer léptetik elő,
- Vaskereszt Lovagkeresztje, 1940. augusztus 15.,
  - Vaskereszt Lovagkeresztje Tölgyfalombokkal ékesítve, 1942. december 23.,
  - Vaskereszt Lovagkeresztje Kardokkal ékesítve, 1944. augusztus 10.,
- Arany Vaskereszt, 1942. április 22.